# 秋田県幼稚園の廃園一覧
秋田県幼稚園の廃園一覧（あきたけんようちえんのはいえんいちらん）は、秋田県内の廃園になった幼稚園の一覧。対象となるのは、学制改革（1947年）以降に廃園となった幼稚園、および分園である。園名は廃園当時のもの。廃園時に幼稚園が所在していた自治体がその後合併により消滅している場合は、現行の自治体に含める。また現在休園中の県内の幼稚園（分園）も、参考として記載する。
（）内は、廃園になった年（休園の場合は、その措置が取られた年）である。

## 秋田市
- みどり幼稚園（2003年閉園）[1]
- 下北手幼稚園（休園開始時期不明）[2]
- 御野場なかよし幼稚園（2007年閉園）[3]
- 秋田南幼稚園（2008年9月30日閉園）[4]
- なかよし幼稚園（2009年閉園）[4]
- 土崎カトリック幼稚園（2015年土崎カトリックこども園へ移行）[5]
- 四ツ小屋幼稚園〈旧〉（2010年認定こども園四ツ小屋幼稚園となり、2015年幼保連携型認定こども園四ツ小屋へ移行）[6]
- ノースアジア大学附属のびのび幼稚園（2015年幼保連携型認定こども園ノースアジア大学附属のびのびこども園へ移行）[7]
- 聖園学園短期大学附属聖園幼稚園〈旧〉（2015年幼保連携型認定こども園聖園学園短期大学附属聖園幼稚園〈新〉へ移行）[8]
- 聖霊女子短期大学付属幼稚園〈旧〉（2015年幼保連携型認定こども園聖霊女子短期大学付属幼稚園〈新〉へ移行）[9]
- こまどり幼稚園〈旧〉（2015年幼保連携型認定こども園こまどり幼稚園〈新〉へ移行）[10]
- 秋田太陽幼稚園〈旧〉（2015年幼保連携型認定こども園秋田太陽幼稚園〈新〉へ移行）[11]
- 土崎カトリック幼稚園（2015年土崎カトリックこども園へ移行）[12]
- 勝平幼稚園〈旧〉（2015年[13]幼保連携型認定こども園勝平幼稚園〈新〉へ移行）
- 山王幼稚園〈旧〉（2015年[13]幼保連携型認定こども園山王幼稚園・保育園〈新〉へ移行）
- けやき平幼稚園（2015年[13]けやき平こども園[14]へ移行）
- 土崎幼稚園〈旧〉（2015年[13]幼保連携型認定こども園土崎幼稚園〈新〉へ移行）
- 港北幼稚園〈旧〉（2016年認定こども園港北幼稚園〈新〉へ移行）[15]
- 秋田市旭川幼稚園（2016年あさひかわこども園へ移行）[16]
- 新屋幼稚園〈旧〉（2021年[17]認定こども園新屋幼稚園・ほいくえん〈新〉[18]へ移行）

## 能代市
- 東能代幼稚園〈旧〉（2015年認定こども園東能代幼稚園〈新〉へ移行）[19]
- 能代カトリック幼稚園（2015年てんし保育園と統合し能代カトリックこども園へ）[20]
- 能代南幼稚園〈旧〉（2015年幼保連携型認定こども園能代南幼稚園〈新〉へ移行）[21]
- 渟城幼稚園〈旧〉（2015年幼保連携型認定こども園渟城幼稚園〈新〉へ移行）[22]

## 横手市
- 大森町立川西幼稚園（1998年閉園）[23]
- こひつじ幼稚園〈旧〉（2012年認定こども園こひつじ幼稚園となり、2015年ろばのこ保育園と統合し認定こども園こひつじへ）[24]
- 上宮第一幼稚園〈旧〉（2016年認定こども園上宮第一幼稚園〈新〉へ移行）[25]
- 上宮第二幼稚園〈旧〉（2016年認定こども園上宮第二幼稚園〈新〉へ移行）[25]
- 土屋幼稚園〈旧〉（2016年認定こども園土屋幼稚園〈新〉へ移行）[26]

## 大館市
- 大館市立白沢幼稚園（2005年閉園）[27]
- 大館市立花岡幼稚園（2007年閉園）[3]
- 大館市立桂城幼稚園（2010年閉園）[28]
- 大館八幡幼稚園〈旧〉（2012年認定こども園大館八幡幼稚園となり、2015年はちまんの森保育園と統合し大館八幡こども園へ）[29]
- 大館南が丘幼稚園〈旧〉（2012年認定こども園大館南が丘幼稚園となり、2015年南が丘保育園と統合し南が丘こども園へ）[30]
- 向陽幼稚園（2015年向陽こども園へ移行）[31]
- 大館神明幼稚園（2015年宮の杜神明こども園へ移行）[32]
- 大館カトリック幼稚園〈旧〉（2016年認定こども園大館カトリック幼稚園となり、2019年大館カトリック保育園と統合し大館カトリックこども園へ）[33]
- 扇田幼稚園〈旧〉（2016年[34]幼保連携型認定こども園扇田幼稚園〈新〉へ移行）

## 男鹿市
- 北浦幼稚園（2007年閉園）[3]
- 男鹿幼稚園（2014年閉園）[35]
- 男鹿市立若美幼稚園（2021年閉園）[36]

## 湯沢市
- 湯沢若草幼稚園〈旧〉（2016年認定こども園湯沢若草幼稚園〈新〉へ移行）[37]

## 鹿角市
- 大湯マリア幼稚園（1997年鹿角カトリック幼稚園へ統合）[38]
- ひまわり幼稚園[1]（2004年閉園）[39]
- あけぼの幼稚園（2005年新設のはちまんたい幼稚園へ統合）[27]
- はせがわ幼稚園（同上）[27]
- みやふもと幼稚園（同上）[27]
- 花輪幼稚園（2015年閉園）[13]

## 由利本荘市
- 本荘カトリック幼稚園（2015年[13]本荘カトリックこども園[40]へ移行）
- 若草幼稚園〈旧〉（2016年[34]認定こども園若草幼稚園〈新〉へ移行）
- 清徳幼稚園〈旧〉（2016年[34]幼保連携型認定こども園清徳幼稚園〈新〉へ移行）
- 西目幼稚園（2020年西目こども園へ移行）[41]

大内町（2005年廃止）
- 大内町立岩谷幼稚園（1989年大内幼稚園新設のため廃園）
- 大内町立下川大内幼稚園（同上）
- 大内町立上川大内幼稚園（同上）
- 大内町立大内幼稚園（2003年閉園）[1]

## 潟上市
- 東湖幼稚園（2010年閉園）[42]
- 天王幼稚園（2021年9月21日二田保育園および湖岸保育園と統合し潟上市立天王こども園へ）[43]

## 大仙市
- 太田ひがし幼稚園（2014年閉園）[35]
- 大曲北幼稚園（2016年閉園）[44]
- 大曲南幼稚園（2019年大曲中央保育園と統合し大曲中央こども園へ）[45]

南外村（2005年廃止）
- つくし幼稚園（2003年南外幼稚園へ統合）[1]
- しらかば幼稚園（同上）[1]

## 北秋田市
- ルンビニ幼稚園（2001年閉園）
- 北秋田市立鷹巣西幼稚園（2007年鷹巣北幼稚園と統合したかのす幼稚園へ）[46]
- 北秋田市立鷹巣北幼稚園（2007年鷹巣西幼稚園と統合したかのす幼稚園へ）[46]
- 鷹巣教会幼稚園（2007年幼保連携型認定こども園しゃろーむへ移行）[47]
- 北秋田市立たかのす幼稚園（2014年閉園）[46]

## にかほ市
- きさかたひまわり幼稚園（休園開始時期不明）[2]
- 白百合幼稚園（2015年閉園）[13]

## 仙北市
- 仙北市立にこにこ幼稚園（2006年老朽化により閉園）[48]
- 仙北市立田沢幼稚園（2015年休園）[49]
- かくのだて幼稚園（2021年閉園）[17]

## 鹿角郡（小坂町）
- 小坂幼稚園（2003年閉園）[1]

## 山本郡

### 三種町
- 八竜幼稚園（2024年閉園）[50]

旧・琴丘町
- 琴丘幼稚園（2003年閉園）[1]

## 南秋田郡

### 五城目町
- 五城目町立富津内西幼稚園（1971年五城目幼稚園へ統合）[51]
- 五城目町立大川幼稚園（1974年閉園）[51]

## 仙北郡（美郷町）
仙南村（2004年廃止）
- 仙南村立仙南西幼稚園（1995年閉園）

## 雄勝郡

### 羽後町
- 明通幼稚園（2003年閉園）[1]